# Don Delaney
Donald "Don" Delaney (South Euclid, Ohio, 3 de enero de 1936 - Mayfield Heights, Ohio, 16 de febrero de 2011) fue un entrenador y ejecutivo de baloncesto estadounidense que dirigió durante dos temporadas a los Cleveland Cavaliers de la NBA, además de ser manager general del equipo durante esos dos años.

## Trayectoria deportiva

### Entrenador
Durante varios años fue entrenador en diversos institutos y junior college. cuando Ted Stepien se convirtió en el dueño de los Cleveland Cavaliers de la NBA, llamó a Delaney, que en ese momento dirigía un equipo de sóftbol también de su propiedad, para ocupar un puesto en los Cavs, asumiendo el cargo de manager general.
Mediada la temporada 1980-81, el entrenador de los Cavs Bill Musselman fue cesado, haciéndose cargo del equipo Delaney, quien en los once partidos que dirigió logró tres victorias. Al año siguiente continuó en el banquillo, pero tras perder 11 de los 15 primeros partidos de la temporada regular, fue destituido.
En 1987 volvería a los banquillos para dirigir por un breve periodo de tiempo a los Mississippi Jets de la CBA.

## Estadísticas como entrenador en la NBA
| Equipo              | Temp.   | P  | V | D  | %V-D | Finalizó | PP | VP | DP | %V-DP | Resultado  |
| ------------------- | ------- | -- | - | -- | ---- | -------- | -- | -- | -- | ----- | ---------- |
| Cleveland Cavaliers | 1980-81 | 11 | 3 | 8  | .273 |          | -  | -  | -  | -     |            |
| Cleveland Cavaliers | 1981-82 | 15 | 4 | 11 | .267 |          | -  | -  | -  | -     | Destituido |
| Total               |         | 26 | 7 | 19 | .269 |          | -  | -  | -  | -     |            |